# ماروین ماروین
ماروین ماروین (به انگلیسی: Marvin Marvin) یک مجموعه نمایش طنز علمی تخیلی آمریکایی است که از سال ۲۰۱۲ تا ۲۰۱۳ از شبکه نیکلودئون پخش می شد.

ستاره اصلی این سریال ، لوکاس کروکشنک ، نقش ماروین فورمن ، یک موجود فضایی نوجوان را ایفا میکند که از سیاره کلوتن به زمین آمده است.